# Antal Füle
Antal Füle (ur. 26 listopada 1966 w Ostrzyhomiu, zm. 6 września 2020 w Vácu) – węgierski piłkarz występujący na pozycji napastnika, reprezentant kraju.

## Życiorys
Jako junior grał w Nyergesújfalusi Viscosa i Dorogi Bányász, w drugim z tych klubów rozpoczynając seniorską karierę. W 1986 roku przeszedł do Honvédu. W sezonie 1986/1987 rozegrał trzy mecze w NB I, debiutując 15 listopada w wygranym 3:2 meczu z Dunaújvárosi Kohász. W sezonie 1987/1988 grał na wypożyczeniu w Dorogi Bányász, następnie wrócił do Honvédu. W sezonie 1988/1989 zdobył z klubem mistrzostwo i puchar kraju. Na początku 1990 roku przeszedł do Vác FC, w którym grał do 1999 roku w przerwą na wypożyczenie do MTK FC w latach 1995–1996. 27 października 1993 roku wystąpił w wygranym 1:0 meczu reprezentacji z Luksemburgiem w ramach eliminacji do Mistrzostw Świata 1994. Z Vác FC w 1994 roku zdobył mistrzostwo Węgier, a grając w MTK w sezonie 1996/1997 uzyskał mistrzostwo i puchar kraju. Ogółem dla Vác FC wystąpił w ponad 200 meczach ligowych. Na początku 2000 roku przeszedł do występującego w NB I/B Fóti SE, gdzie grał do końca 2001 roku. Następnie grał w amatorskich klubach: Rákócziújfalui KSE, Besenyőtelek SC i Berkenye SE, będąc także grającym trenerem ostatniego z nich. Zawodniczą karierę zakończył w 2010 roku. Był również trenerem juniorów w Vác FC, a od 2015 roku pełnił podobną funkcję w Újpest FC.

## Statystyki ligowe
| Sezon         | Klub                | Liga   | Mecze | Gole |
| ------------- | ------------------- | ------ | ----- | ---- |
| 1986/1987     | Budapesti Honvéd SE | NB I   | 3     | 0    |
| 1987/1988     | Dorogi Bányász SC   | NB III | ?     | ?    |
| 1988/1989     | Budapesti Honvéd SE | NB I   | 14    | 3    |
| 1989/1990 (j) | Budapesti Honvéd SE | NB I   | 12    | 1    |
| 1989/1990 (w) | Váci Izzó MTE       | NB I   | 2     | 0    |
| 1990/1991     | Váci Izzó MTE       | NB I   | 29    | 9    |
| 1991/1992     | Vác FC-Samsung      | NB I   | 18    | 6    |
| 1992/1993     | Vác FC-Samsung      | NB I   | 18    | 9    |
| 1993/1994     | Vác FC-Samsung      | NB I   | 25    | 15   |
| 1994/1995     | Vác FC-Samsung      | NB I   | 30    | 15   |
| 1995/1996     | MTK FC              | NB I   | 16    | 4    |
| 1995/1996 (w) | Vác FC-Samsung      | NB I   | 4     | 2    |
| 1996/1997 (j) | MTK FC              | NB I   | 5     | 1    |
| 1996/1997     | Vác FC              | NB I   | 16    | 5    |
| 1997/1998     | Vác FC-Zollner      | NB I   | 24    | 5    |
| 1998/1999     | Vác FC-Zollner      | NB I   | 28    | 5    |
| 1999/2000 (j) | Vác FC-Zollner      | NB I   | 11    | 1    |